# Durward Knowles
Sir Durward Randolph Knowles (2. listopadu 1917 Nassau – 24. února 2018, tamtéž) byl bahamský reprezentant v jachtingu. V roce 1947 se stal spolu se Sloanem Farringtonem mistrem světa v třídě Star. Startoval na osmi olympijských hrách: při svém debutu v roce 1948 ještě jako člen britské výpravy, pak už reprezentoval Bahamy. Na olympiádě 1956 v Melbourne skončili spolu s Farringtonem na třetím místě a vybojovali tak historicky první bahamskou olympijskou medaili. Stal se také prvním bahamským olympijským vítězem, když s Cecilem Cookem vyhráli třídu Star na olympiádě 1964 v Tokiu. Ještě jako sedmdesátiletý startoval na olympiádě 1988 v Soulu, kde byl vlajkonošem bahamské výpravy a se Stevenem Kellym skončili na devatenáctém místě. Od 21. května 2016, kdy zemřel maďarský vodní pólista Sándor Tarics, byl nejstarším žijícím účastníkem olympiády.
Zastával také funkci místopředsedy Bahamského olympijského výboru. V roce 1996 mu byl udělen Řád britského impéria. Jeho jméno nese od roku 2004 hlídkový člun bahamského námořnictva HMBS Durward Knowles.
Jeho nevlastní bratr Percy Knowles je také jachtař, reprezentoval Bahamy na čtyřech olympiádách.